# Syndrome lié à la culture
L'expression syndrome lié à la culture, désigne en psychiatrie culturelle, et en anthropologie de la santé, un tableau clinique combinant des troubles somatiques et psychiques, dotés d'une signification particulière et qui sont typiques d'une aire culturelle ou d'un groupe ethnique donné.

## Exemples de syndromes liés à la culture
- Amok (Malaisie, Indonésie)
- Grisi siknis (Les Miskito, Amérique centrale)
- Hwa-byung (Corée)
- Latah (Malaisie, Indonésie)
- Koro (Asie)
- Syndrome de résignation (Suède)
- Syndrome du personnage principal (Réseaux sociaux)
- Bovarysme
- Syndrome d'adoration des célébrités
- Syndrome d’Alice au pays des merveilles
- Syndrome Bambi
- Syndrome de la bonne élève
- Syndrome de la cabane
- Syndrome de Cassandre
- Syndrome du célibat (Japon)
- Syndrome de la couvade
- Syndrome de Dorian Gray
- Syndrome des éoliennes
- Syndrome de l'étudiant en médecine
- Syndrome de glissement
- Syndrome de l'infirmière
- Syndrome de Lima / Syndrome de Stockholm
- Syndrome méditerranéen
- Syndrome de Münchhausen
- Syndrome de Noé
- Syndrome de la page blanche
- Syndrome de Paris
- Syndrome de Peter Pan
- Syndrome de la reine des abeilles
- Syndrome de Sissi
- Syndrome de Stendhal
- Syndrome du solipsisme
- Syndrome Trinity
- Syndrome ukrainien (Russie)
- Syndrome du vrai croyant
- Syndrome de la vibration fantôme
- Taijin kyōfushō (対人恐怖症?, Japon, Corée)
- Vol de sexe (Afrique de l'Ouest)